# Error-Grid-Analyse
Die Error-Grid-Analyse (kurz: EGA; auch Fehlerrasteranalyse) dient der Bewertung der klinischen Genauigkeit der Blutzuckermesswerte im Vergleich zu einem Referenzwert.
Sie wurde u. a. von W. Clarke (Department of Pediatrics, University of Virginia Medical School, Charlottesville) in den 1970er Jahren entwickelt.
Ursprünglich diente sie der Bestimmung der klinischen Genauigkeit der Patientenmeinung über den aktuellen Blutzuckerwert im Vergleich zu jenem Wert, den der Patient mit seinem Gerät zur Blutzuckerselbstkontrolle (Self Monitoring of Blood Glucose, SMBG) erhalten hatte.
Später wurde diese Analyse verstärkt eingesetzt, um die klinische Genauigkeit der mit den Messgeräten zur Blutzuckerselbstkontrolle ermittelten Werte mit einem Referenzwert zu vergleichen. Eine Beschreibung der EGA erschien in der Fachzeitschrift Diabetes Care im Jahr 1987.
Schließlich wurde die Error Grid Analyse zu einem der Goldstandards zur Ermittlung der Genauigkeit von Blutzuckermessgeräten.
Das Grid (Gitter, Raster) ordnet die ermittelten Blutzuckerwerte eines zu beurteilenden Messgerätes und des Referenzgerätes in fünf Regionen ein.
- Region A beinhaltet alle Werte, die eine maximale Abweichung von 20 % vom Referenzwert aufweisen.
- Region B hat alle Werte, die zwar mehr als 20 % vom Referenzwert abweichen, aber nicht zu einer Entscheidung führen, die eine fehlerhafte Auswirkung auf die Therapie des Patienten haben.
- Region C, hier befinden sich jene Ergebnisse, die unnötige Entscheidungen zur Folge haben.
- Region D zeigt alle Werte, die einen möglicherweise gefährlichen Fehler bei der Erkennung einer Hypo- oder Hyperglykämie anzeigen und in der
- Region E sind alle Ergebnisse, die eine Verwechslung in der Behandlung einer Hypoglykämie oder Hyperglykämie nach sich ziehen würden und umgekehrt.